# Marissa Brandt
Marissa Brandt, nata Park Yoon-jung (in coreano: 박윤정; Seul, 18 dicembre 1992), è una hockeista su ghiaccio sudcoreana naturalizzata statunitense.
Quando gareggia a livello internazionale con le squadre nazionali della Corea del Sud o della Corea unificata, usa il nome che aveva alla nascita.

## Carriera
Nata a Seul, all'età di quattro mesi venne adottata da una coppia del Minnesota. Da bambina praticava il pattinaggio di figura; è poi passata all'hockey su ghiaccio sulle orme della sorella Hannah.
A livello di college, la Brandt ha giocato per il programma di hockey su ghiaccio Golden Gusties del Gustavus Adolphus College nella Minnesota Intercollegiate Athletic Conference (MIAC). In quattro anni, ha totalizzato 34 punti in 111 partite. Al termine dell'esperienza universitaria, Marissa Brandt aveva valutato di terminare la propria attività agonistica, ma durante il suo ultimo anno venne contattata dal Rebecca Baker, all'epoca consulente della federazione di hockey su ghiaccio della Corea del Sud in vista delle olimpiadi di Pyeongchang 2018, che le offriva la possibilità di entrare nel programma di selezioni della nazionale della Corea del Sud.
Nel 2015 si è dunque trasferita a giocare in Corea del Sud, ottenendo la cittadinanza un anno dopo.
Ha esordito con la maglia della Corea del Sud in una competizione ufficiale in occasione dei mondiali di seconda divisione gruppo A del 2017.
Ha gareggiato poi con la squadra della Corea unificata nel torneo di hockey su ghiaccio femminile alle Olimpiadi invernali del 2018. Nel torneo la Brandt ha messo a referto un assist in occasione del gol di Randi Griffin contro il Giappone nel turno preliminare: si trattava di uno dei due soli gol segnati dalla squadra durante l'intero torneo. Alle stesse olimpiadi ha partecipato, con la nazionale statunitense, la sorella Hannah Brandt.
Dopo le Olimpiadi ha abbandonato l'hockey ad alto livello, e si è impegnata nella tutela dei diritti delle persone adottate: già al termine di Pyeongchang 2018 è stata nominata dal ministro sudcoreano per la salute e il benessere, Park Neung-hoo, ambasciatrice onoraria per aiutare a promuovere i servizi post-adozione e quelli di ricerca dei genitori naturali, mentre una volta tornata negli Stati Uniti è divenuta, assieme alla sorella, membro del consiglio onorario della Mixed Roots Foundation.